# آسيات (مدينة)
آسيات (بالجرينلاندية: Aasiaat)، هي مدينة تتبع بلدية قيقرتليك غرب جرينلاند، وتقع في قلب أرخبيل آسيات في الطرف الجنوبي من خليج ديسكو. ويبلغ عدد سكانها 3005 نسمة بحسب إحصاءات عام 2010، وتعد آسيات خامس أكبر المدن الجرينلاندية.

## السكان
منذ إحصاءات 2010 التي حددت عدد سكان آسيات بـ 3005 نسمة، اعتبرت منذ ذلك الحين ثاني أكبر مدن بلدية كاسويتسوب. وقد تضاعف عدد السكان خلال العقدين الماضيين نسبة إلى مستويات عام 1990، وبما ما يقرب من 7% نسبة إلى مستويات سنة 2000.

## توأمة
لآسيات (مدينة) اتفاقيات توأمة مع كل من:
- أربورغ
- سيلفوس

## أعلام
- نايا ماري إديت